# Spudaea lineata
Spudaea lineata är en fjärilsart som beskrevs av Heinrich 1923. Spudaea lineata ingår i släktet Spudaea och familjen nattflyn. Inga underarter finns listade i Catalogue of Life.